# Olympische Sommerspiele 1980/Fußball
Bei den XXII. Olympischen Spielen 1980 in Moskau wurde ein Wettbewerb im Fußball ausgetragen. Im Finale standen die Mannschaften der DDR, die vier Jahre zuvor die Goldmedaille gewonnen hatte, und der Tschechoslowakei, die das Turnier für sich entscheiden konnte. Für die Tschechoslowakei blieb es der einzige Titel bei einem interkontinentalen Fußballturnier. Die Mannschaft der Sowjetunion konnte den Heimvorteil nicht nutzen und erreichte nur den 3. Platz.

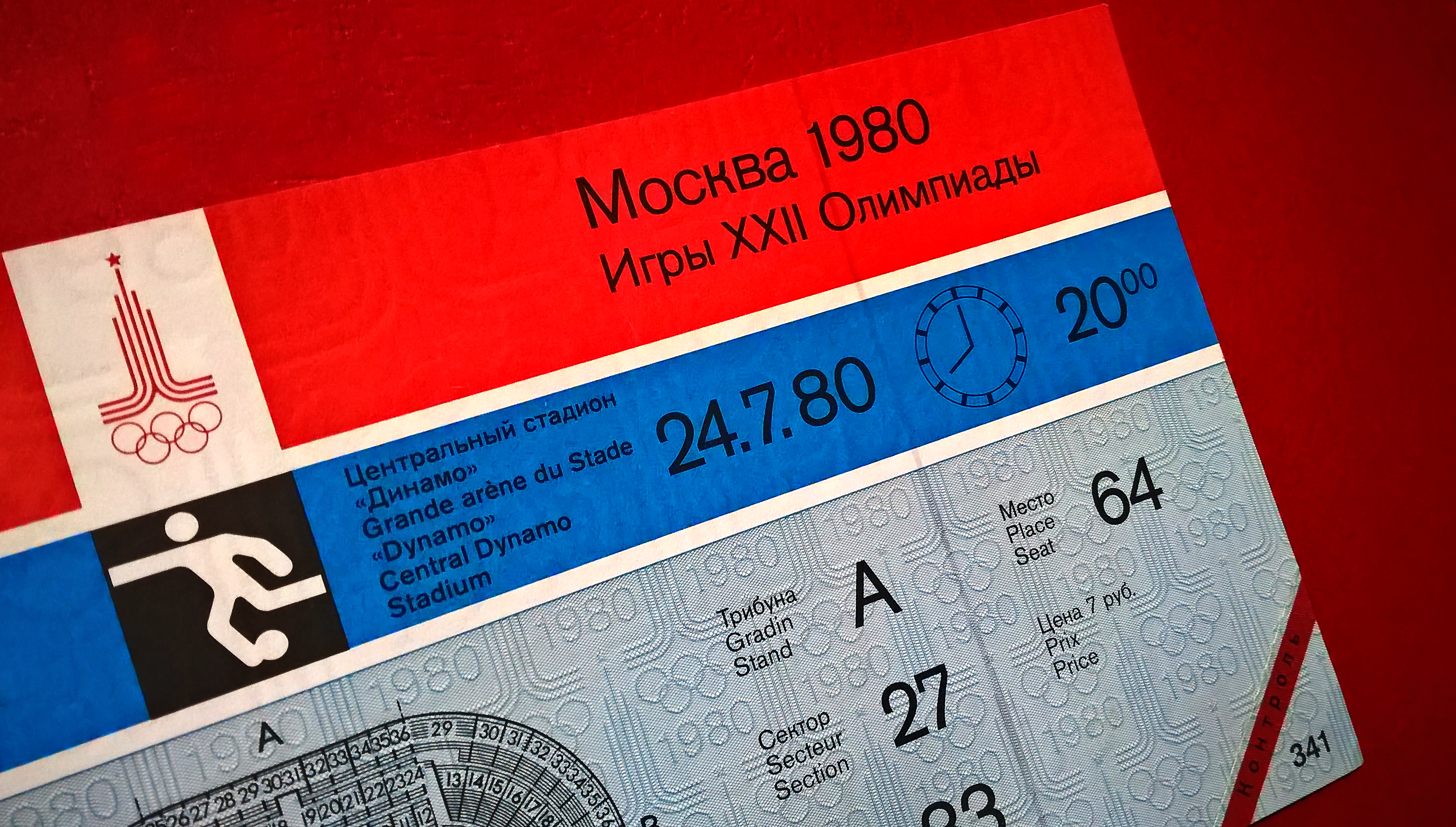
Olympische Spiele 1980 in Moskau – Eintrittskarte Central Dynamo Stadium – Sowjetunion gegen Kuba am 24. Juli 1980 um 20 Uhr

Die deutsche Fußballnationalmannschaft der Amateure schied in der Qualifikation gegen Norwegen aus, hätte aber nach Qualifikation auch auf Grund des Olympiaboykotts nicht teilgenommen.

## Spielorte
Das Fußballturnier der Olympischen Spiele wurden in fünf Stadien in vier verschiedenen Städten ausgetragen.
| Moskau |

|  |

| Leningrad |

| Kiew |

| Minsk |

| Moskau |

|  |

| Leningrad |

| Kiew |

| Minsk |

| * zum Zeitpunkt der Olympischen Spiele 1980. |

## Qualifikation

### Teilnehmer und Boykott
Für das olympische Fußballturnier konnten sich folgende Mannschaften qualifizieren:
| 4 an Europa                  | Tschechoslowakei        | Jugoslawien   | Spanien     | Norwegen Finnland |
| 2 an Südamerika              | Argentinien Venezuela   | Kolumbien     |             |                   |
| 2 an Nord- und Mittelamerika | Vereinigte Staaten Kuba | Costa Rica    |             |                   |
| 3 an Asien                   | Kuwait                  | Malaysia Irak | Iran Syrien |                   |
| 3 an Afrika                  | Ägypten Sambia          | Ghana Nigeria | Algerien    |                   |
|                              | Titelverteidiger:       | DDR           | Gastgeber:  | Sowjetunion       |

Aufgrund der Sowjetischen Intervention in Afghanistan boykottierten viele westliche Länder und ihre Verbündeten die Olympischen Spiele. Dies betraf auch den Fußball-Wettbewerb. Hier ist eine Übersicht über die Staaten, die sich für das Turnier qualifizierten, aber nicht antraten (in Klammern stehen die Staaten, die stattdessen eingeladen wurden.):
- Europa: Norwegen (Finnland)[1]
- Asien: Iran (Syrien), Malaysia (Irak)
- Afrika: Ägypten (Sambia) und Ghana (Nigeria)
- Nordamerika: Vereinigte Staaten (Kuba)
- Südamerika: Argentinien (Venezuela)

## Olympisches Turnier

### Auslosung
Die Endrundenauslosung, bei der die Spielpaarungen ermittelt wurden, fand am 15. Mai 1980 unter Leitung von FIFA-Generalsekretär Helmut Käser und dem Vorsitzenden des FIFA-Amateurkomitees Abilio D’Almeida im olympischen Pressezentrum am Moskauer Subowski-Boulevard statt.
Vor der Auslosung boykottierten schon die Vereinigten Staaten, Malaysia, der Iran und Ägypten die Olympischen Spiele in Moskau. Für die Vereinigten Staaten gab es zum Zeitpunkt der Auslosung noch keinen Nachrücker und für die anderen Mannschaften wurden der Irak, Syrien und Sambia nachnominiert.
Als Gruppenköpfe wurden Gastgeber Sowjetunion, die Tschechoslowakei, Titelverteidiger DDR und Jugoslawien gesetzt. Danach wurden entsprechend der geographischen Lage die Mannschaften aus Südamerika (Argentinien und Kolumbien), die beiden verbliebenen Vertretungen aus Europa (Spanien und Norwegen), aus Afrika (Sambia, Ghana und Algerien), aus Nord- und Mittelamerika (Costa Rica und zweiter Teilnehmer) sowie aus Asien (Kuwait, Syrien und der Irak) hinzugelost.
Nach der Auslosung boykottierten noch bis zum Turnierstart Argentinien, Norwegen und Ghana die Olympischen Spiele, welche dann von Venezuela, Finnland und Nigeria ersetzt wurden. Als zweiter Teilnehmer aus Nord- und Mittelamerika wurde Kuba gemeldet.
| Gruppe A    | Gruppe B         | Gruppe C | Gruppe D    |
| ----------- | ---------------- | -------- | ----------- |
| Sowjetunion | Tschechoslowakei | DDR      | Jugoslawien |
| Venezuela   | Kolumbien        | Spanien  | Finnland    |
| Sambia      | Nigeria          | Algerien | Costa Rica  |
| Kuba        | Kuwait           | Syrien   | Irak        |

### Modus der Endrunde
Die 16 qualifizierten Mannschaften wurden in vier Gruppen mit je vier Mannschaften eingeteilt. Die beiden ersten jeder Gruppe qualifizierten sich für das Viertelfinale. Ab dem Viertelfinale wurde das Turnier im K.-o.-System ausgetragen.
In den Gruppen wurde die Rangfolge nach folgenden Kriterien ermittelt:
1. Anzahl der Punkte aus allen Gruppenspielen;
2. Tordifferenz aus allen drei Spielen;
3. Losentscheid durch die FIFA-Organisationskommission bei Punktgleichheit und gleicher Tordifferenz.

Ab dem Viertelfinale folgte bei unentschiedenem Spielstand eine Verlängerung von zweimal 15 Minuten, bestand danach immer noch Gleichstand, wurde ein Elfmeterschießen durchgeführt.

### Gruppenphase

#### Gruppe A
|                                         |   |           |           |
| 20. Juli 1980 um 17:00 Uhr in Moskau    |   |           |           |
| Sowjetunion                             | – | Venezuela | 4:0 (3:0) |
| 20. Juli 1980 um 17:00 Uhr in Leningrad |   |           |           |
| Sambia                                  | – | Kuba      | 0:1 (0:0) |
| 22. Juli 1980 um 19:00 Uhr in Moskau    |   |           |           |
| Sowjetunion                             | – | Sambia    | 3:1 (1:1) |
| 22. Juli 1980 um 18:00 Uhr in Leningrad |   |           |           |
| Venezuela                               | – | Kuba      | 1:2 (0:0) |
| 24. Juli 1980 um 19:00 Uhr in Moskau    |   |           |           |
| Sowjetunion                             | – | Kuba      | 8:0 (5:0) |
| 24. Juli 1980 um 18:00 Uhr in Leningrad |   |           |           |
| Venezuela                               | – | Sambia    | 2:1 (1:0) |

| Pl. | Land        | Sp. | S | U | N | Tore    | Diff. | Punkte |
| --- | ----------- | --- | - | - | - | ------- | ----- | ------ |
| 1.  | Sowjetunion | 3   | 3 | 0 | 0 | 015:100 | +14   | 06:0   |
| 2.  | Kuba        | 3   | 2 | 0 | 1 | 003:900 | −6    | 04:20  |
| 3.  | Venezuela   | 3   | 1 | 0 | 2 | 003:700 | −4    | 02:40  |
| 4.  | Sambia      | 3   | 0 | 0 | 3 | 002:600 | −4    | 0:60   |

#### Gruppe B
|                                         |   |           |           |
| 21. Juli 1980 um 18:00 Uhr in Leningrad |   |           |           |
| Tschechoslowakei                        | – | Kolumbien | 3:0 (2:0) |
| 21. Juli 1980 um 19:00 Uhr in Moskau    |   |           |           |
| Nigeria                                 | – | Kuwait    | 1:3 (1:2) |
| 23. Juli 1980 um 18:00 Uhr in Leningrad |   |           |           |
| Tschechoslowakei                        | – | Nigeria   | 1:1 (1:0) |
| 23. Juli 1980 um 19:00 Uhr in Moskau    |   |           |           |
| Kolumbien                               | – | Kuwait    | 1:1 (0:0) |
| 25. Juli 1980 um 18:00 Uhr in Leningrad |   |           |           |
| Tschechoslowakei                        | – | Kuwait    | 0:0       |
| 25. Juli 1980 um 19:00 Uhr in Moskau    |   |           |           |
| Kolumbien                               | – | Nigeria   | 1:0 (0:0) |

| Pl. | Land             | Sp. | S | U | N | Tore    | Diff. | Punkte |
| --- | ---------------- | --- | - | - | - | ------- | ----- | ------ |
| 1.  | Tschechoslowakei | 3   | 1 | 2 | 0 | 004:100 | +3    | 04:20  |
| 2.  | Kuwait           | 3   | 1 | 2 | 0 | 004:200 | +2    | 04:20  |
| 3.  | Kolumbien        | 3   | 1 | 1 | 1 | 002:400 | −2    | 03:30  |
| 4.  | Nigeria          | 3   | 0 | 1 | 2 | 002:500 | −3    | 01:50  |

#### Gruppe C
|                                     |   |          |           |
| 20. Juli 1980 um 17:00 Uhr in Kiew  |   |          |           |
| DDR                                 | – | Spanien  | 1:1 (0:0) |
| 20. Juli 1980 um 17:00 Uhr in Minsk |   |          |           |
| Algerien                            | – | Syrien   | 3:0 (1:0) |
| 22. Juli 1980 um 18:00 Uhr in Kiew  |   |          |           |
| DDR                                 | – | Algerien | 1:0 (0:0) |
| 22. Juli 1980 um 18:00 Uhr in Minsk |   |          |           |
| Spanien                             | – | Syrien   | 0:0       |
| 24. Juli 1980 um 18:00 Uhr in Kiew  |   |          |           |
| DDR                                 | – | Syrien   | 5:0 (3:0) |
| 24. Juli 1980 um 18:00 Uhr in Minsk |   |          |           |
| Spanien                             | – | Algerien | 1:1 (1:0) |

| Pl. | Land     | Sp. | S | U | N | Tore    | Diff. | Punkte |
| --- | -------- | --- | - | - | - | ------- | ----- | ------ |
| 1.  | DDR      | 3   | 2 | 1 | 0 | 007:100 | +6    | 05:10  |
| 2.  | Algerien | 3   | 1 | 1 | 1 | 004:200 | +2    | 03:30  |
| 3.  | Spanien  | 3   | 1 | 1 | 1 | 002:200 | ±0    | 03:30  |
| 4.  | Syrien   | 3   | 0 | 1 | 2 | 000:800 | −8    | 01:50  |

#### Gruppe D
|                                     |   |            |           |
| 21. Juli 1980 um 18:00 Uhr in Minsk |   |            |           |
| Jugoslawien                         | – | Finnland   | 2:0 (0:0) |
| 21. Juli 1980 um 18:00 Uhr in Kiew  |   |            |           |
| Costa Rica                          | – | Irak       | 0:3 (0:1) |
| 23. Juli 1980 um 18:00 Uhr in Minsk |   |            |           |
| Jugoslawien                         | – | Costa Rica | 3:2 (2:1) |
| 23. Juli 1980 um 18:00 Uhr in Kiew  |   |            |           |
| Finnland                            | – | Irak       | 0:0       |
| 25. Juli 1980 um 18:00 Uhr in Minsk |   |            |           |
| Jugoslawien                         | – | Irak       | 1:1 (0:0) |
| 25. Juli 1980 um 18:00 Uhr in Kiew  |   |            |           |
| Finnland                            | – | Costa Rica | 3:0 (2:0) |

| Pl. | Land        | Sp. | S | U | N | Tore    | Diff. | Punkte |
| --- | ----------- | --- | - | - | - | ------- | ----- | ------ |
| 1.  | Jugoslawien | 3   | 2 | 1 | 0 | 006:300 | +3    | 05:10  |
| 2.  | Irak        | 3   | 1 | 2 | 0 | 004:100 | +3    | 04:20  |
| 3.  | Finnland    | 3   | 1 | 1 | 1 | 003:200 | +1    | 03:30  |
| 4.  | Costa Rica  | 3   | 0 | 0 | 3 | 002:900 | −7    | 0:60   |

### Viertelfinale
|                                         |   |          |           |
| 27. Juli 1980 um 17:00 Uhr in Moskau    |   |          |           |
| Sowjetunion                             | – | Kuwait   | 2:1 (1:0) |
| 27. Juli 1980 um 17:00 Uhr in Leningrad |   |          |           |
| Tschechoslowakei                        | – | Kuba     | 3:0 (1:0) |
| 27. Juli 1980 um 17:00 Uhr in Kiew      |   |          |           |
| DDR                                     | – | Irak     | 4:0 (4:0) |
| 27. Juli 1980 um 17:00 Uhr in Minsk     |   |          |           |
| Jugoslawien                             | – | Algerien | 3:0 (2:0) |

### Halbfinale
|                                      |   |             |           |
| 29. Juli 1980 um 19:00 Uhr in Moskau |   |             |           |
| Sowjetunion                          | – | DDR         | 0:1 (0:1) |
| 29. Juli 1980 um 19:00 Uhr in Moskau |   |             |           |
| Tschechoslowakei                     | – | Jugoslawien | 2:0 (2:0) |

### Spiel um Bronze
|                                       |   |             |           |
| 1. August 1980 um 19:00 Uhr in Moskau |   |             |           |
| Sowjetunion                           | – | Jugoslawien | 2:0 (0:0) |

### Finale
| Tschechoslowakei                                                    | Tschechoslowakei | DDR | DDR |
| ------------------------------------------------------------------- | --- | --- | --- |
| Tschechoslowakei                                                    | \| Samstag, 2. August 1980 um 18:00 Uhr (MEZ) in Moskau (Leninstadion) \| \| Ergebnis: 1:0 (0:0) \| \| Zuschauer: 80.000[2] \| \| Schiedsrichter: Eldar Asimsade ( Sowjetunion) \| \| Spielbericht \|                                                | \| Samstag, 2. August 1980 um 18:00 Uhr (MEZ) in Moskau (Leninstadion) \| \| Ergebnis: 1:0 (0:0) \| \| Zuschauer: 80.000[2] \| \| Schiedsrichter: Eldar Asimsade ( Sowjetunion) \| \| Spielbericht \|                                                         | DDR |
| Tschechoslowakei                                                    | Stanislav Seman – Libor Radimec – Josef Mazura, Luděk Macela , Zdeněk Rygel – Oldřich Rott, Jan Berger, František Štambacher – Ladislav Vízek (74. Jindřich Svoboda), Lubomír Pokluda (63. Petr Němec), Verner Lička Cheftrainer: František Havránek | Bodo Rudwaleit – Norbert Trieloff – Matthias Müller, Lothar Hause (81. Matthias Liebers), Artur Ullrich – Frank Terletzki , Rüdiger Schnuphase, Wolfgang Steinbach, Frank Baum – Dieter Kühn (58. Werner Peter), Wolf-Rüdiger Netz Cheftrainer: Rudolf Krause | DDR |
| Tschechoslowakei                                                    | 1:0 Jindřich Svoboda (77.) | | DDR |
| Tschechoslowakei                                                    | Rott (6.), Radimec (54.) | Steinbach (6.), Baum (63.), Terletzki (72.) | DDR |
| Tschechoslowakei                                                    | Berger (58.) | Steinbach (58.) | DDR |
| Samstag, 2. August 1980 um 18:00 Uhr (MEZ) in Moskau (Leninstadion) | | |     |
| Ergebnis: 1:0 (0:0)                                                 | | |     |
| Zuschauer: 80.000                                                   | | |     |
| Schiedsrichter: Eldar Asimsade ( Sowjetunion)                       | | |     |
| Spielbericht                                                        | | |     |

## Medaillenränge

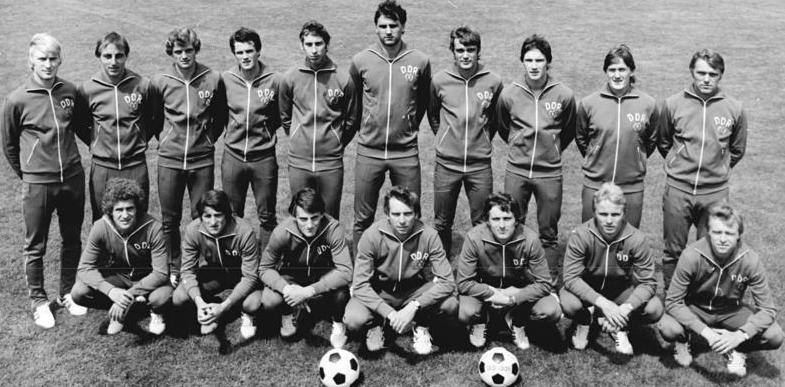
DDR-Olympiamannschaft 1980 – Obere Reihe v. l. n. r.: Matthias Liebers, Frank Baum, Frank Uhlig, Lothar Hause, Jürgen Bähringer, Torhüter Bodo Rudwaleit, Torhüter Bernd Jakubowski, Andreas Trautmann, Norbert Trieloff und Rüdiger Schnuphase. Untere Reihe v. l. n. r.: Wolfgang Steinbach, Werner Peter, Artur Ullrich, Mannschaftskapitän Frank Terletzki, Matthias Müller, Dieter Kühn und Wolf-Rüdiger Netz.

| Rang                  | Medaillengewinner |
| --------------------- | --- |
| Gold Tschechoslowakei | Jan Berger, František Kunzo, Verner Lička, Luděk Macela, Josef Mazura, Petr Němec, Jaroslav Netolička (TW), Lubomír Pokluda, Libor Radimec, Oldřich Rott, Zdeněk Rygel, Stanislav Seman (TW), Zdeněk Šreiner, František Štambacher, Jindřich Svoboda, Rostislav Václavíček, Ladislav Vízek Trainer: František Havránek                                          |
| Silber DDR            | Frank Baum, Jürgen Bähringer, Lothar Hause, Bernd Jakubowski (TW), Dieter Kühn, Matthias Liebers, Matthias Müller, Wolf-Rüdiger Netz, Werner Peter, Bodo Rudwaleit (TW), Rüdiger Schnuphase, Wolfgang Steinbach, Frank Terletzki, Andreas Trautmann, Norbert Trieloff, Frank Uhlig, Artur Ullrich Trainer: Rudolf Krause                                        |
| Bronze Sowjetunion    | Sergei Andrejew, Serhij Baltatscha, Wolodymyr Bessonow, Wagis Chidijatulin, Rinat Dassajew (TW), Waleri Gassajew, Juri Gawrilow, Sergei Nikulin, Choren Howhannisjan, Wolodymyr Pilhuj (TW), Alexander Prokopenko, Oleg Romanzew, Sergei Schawlo, Tengis Sulakwelidse, Rewas Tschelebadse, Fjodor Tscherenkow, Aleksandre Tschiwadse Trainer: Konstantin Beskow |

## Beste Torschützen
Torschützenkönig des olympischen Fußballturniers wurde mit fünf Toren Sergei Andrejew aus der Sowjetunion vor seinem Landsmann Fjodor Tscherenkow, Wolf-Rüdiger Netz aus der DDR und dem Tschechoslowaken Ladislav Vízek, die jeweils vier Tore erzielten.
| Rang | Spieler            | Tore |
| ---- | ------------------ | ---- |
| 1    | Sergei Andrejew    | 5    |
| 2    | Wolf-Rüdiger Netz  | 4    |
|      | Fjodor Tscherenkow | 4    |
|      | Ladislav Vízek     | 4    |
| 5    | Faisal ad-Dachil   | 3    |
|      | Juri Gawrilow      | 3    |
|      | Frank Terletzki    | 3    |
| …    |                    |      |
| 18   | Werner Peter       | 1    |
|      | Dieter Kühn        | 1    |
|      | Rüdiger Schnuphase | 1    |
|      | Wolfgang Steinbach | 1    |
|      | Lothar Hause       | 1    |

## Schiedsrichter
Bei den Spielen kamen 24 Schiedsrichter aus den fünf teilnehmenden Konföderationen zum Einsatz. Aus der DDR war Klaus Scheurell dabei, der zwei Begegnungen leiten durfte.
| Name                        | Einsätze             |
| --------------------------- | -------------------- |
| Franz Wöhrer                | 2                    |
| Marjan Rauš                 | 1                    |
| Emilio Carlos Guruceta Muro | 1                    |
| Robert Valentine            | 1 + Spiel um Platz 3 |
| Klaus Scheurell             | 2                    |
| Anders Mattsson             | 1                    |
| Riccardo Lattanzi           | 1                    |
| Ulf Eriksson                | 2                    |
| Vojtěch Christov            | 1                    |
| Eldar Asimsade              | 1 + Finale           |
| André Daina                 | 1                    |

| Name                     | Einsätze |
| ------------------------ | -------- |
| Marwan Arafat            | 1        |
| Salim Naji Al-Hachami    | 1        |
| Ali Al Bannai Abdulwahab | 1        |

| Name               | Einsätze |
| ------------------ | -------- |
| Belaïd Lacarne     | 1        |
| Kabalamula Chayu   | 1        |
| Bassey Eyo Honesty | 1        |

| Name                         | Einsätze |
| ---------------------------- | -------- |
| Jesus Paulino Siles Calderón | 1        |
| Mario Rubio Vázquez          | 2        |
| Ramón Calderón Castro        | 1        |

| Name                  | Einsätze |
| --------------------- | -------- |
| Enrique Labo Revoredo | 2        |
| Romualdo Arppi Filho  | 2        |
| José Castro Lozada    | 1        |
| Guillermo Velásquez   | 1        |